# MTV Video Music Award a legjobb rendezésért
Az MTV Video Music Award a legjobb rendezésért egyike annak a díjnak, melyet az első MTV Video Music Awards-díjátadó óta átadnak. 2007-ben Legjobb rendező néven adták át. A legtöbbször díjazott rendező Spike Jonze (3 díjazás), őt David Fincher, a Jonathan Dayton és Valerie Faris páros, valamint Samuel Bayer követik 2 díjazással.
| Év   | Előadó                                 | Videó                          | Rendező(k)                       |
| ---- | -------------------------------------- | ------------------------------ | -------------------------------- |
| 1984 | ZZ Top                                 | Sharp Dressed Man              | Tim Newman                       |
| 1985 | Don Henley                             | The Boys of Summer             | Jean-Baptiste Mondino            |
| 1986 | a-ha                                   | Take on Me                     | Steve Barron                     |
| 1987 | Peter Gabriel                          | Sledgehammer                   | Stephen R. Johnson               |
| 1988 | George Michael                         | Father Figure                  | Andy Morahan és George Michael   |
| 1989 | Madonna                                | Express Yourself               | David Fincher                    |
| 1990 | Madonna                                | Vogue                          | David Fincher                    |
| 1991 | R.E.M.                                 | Losing My Religion             | Tarsem Singh                     |
| 1992 | Van Halen                              | Right Now                      | Mark Fenske                      |
| 1993 | Pearl Jam                              | Jeremy                         | Mark Pellington                  |
| 1994 | R.E.M.                                 | Everybody Hurts                | Jake Scott                       |
| 1995 | Weezer                                 | Buddy Holly                    | Spike Jonze                      |
| 1996 | The Smashing Pumpkins                  | Tonight, Tonight               | Jonathan Dayton és Valerie Faris |
| 1997 | Beck                                   | The New Pollution              | Beck Hansen                      |
| 1998 | Madonna                                | Ray of Light                   | Jonas Åkerlund                   |
| 1999 | Fatboy Slim                            | Praise You                     | Spike Jonze és Roman Coppola     |
| 2000 | Red Hot Chili Peppers                  | Californication                | Jonathan Dayton és Valerie Faris |
| 2001 | Fatboy Slim                            | Weapon of Choice               | Spike Jonze                      |
| 2002 | Eminem                                 | Without Me                     | Joseph Kahn                      |
| 2003 | Coldplay                               | The Scientist                  | Jamie Thraves                    |
| 2004 | Jay-Z                                  | 99 Problems                    | Mark Romanek                     |
| 2005 | Green Day                              | Boulevard of Broken Dreams     | Samuel Bayer                     |
| 2006 | Gnarls Barkley                         | Crazy                          | Robert Hales                     |
| 2007 | Justin Timberlake                      | What Goes Around… Comes Around | Samuel Bayer                     |
| 2008 | Erykah Badu                            | Honey                          | Erykah Badu és Mr. Roboto        |
| 2009 | Green Day                              | 21 Guns                        | Marc Webb                        |
| 2010 | Lady Gaga                              | Bad Romance                    | Francis Lawrence                 |
| 2011 | Beastie Boys                           | Make Some Noise                | Adam Yauch                       |
| 2012 | M.I.A.                                 | Bad Girls                      | Romain Gavras                    |
| 2013 | Justin Timberlake (közreműködik Jay-Z) | Suit & Tie                     | David Fincher                    |
| 2012 | DJ. Snake és Lil Jon                   | Turn Down For What             | DANIELS                          |